# A szörny mentőakció
A szörny mentőakció (eredeti cím: Escape from Planet Earth) 2013-ban bemutatott kanadai-amerikai 3D CGI animációs filmvígjáték. Producere a Rainmaker Entertainment, forgalmazója a The Weinstein Company, rendezője Cal Brunker.
A 2013. február 15-én bemutatott film a Rainmaker Entertainment első mozifilmje volt.

## Cselekmény
Üstökös Izmó a Kobak bolygó hőse, aki sorra hajt végre hőstetteket bátyja, Üstökös Elmó segítségével. Veszélyes küldetésre küldik a baljós bolygónak nevezett Földre, ahol fogságba esett űrlényeket kellene megmentenie. A küldetés során őt magát is bebörtönzi Brutál tábornok, akinek célja, hogy összegyűjtse a világegyetem legokosabb űrlényeit, hogy azok értékes eszközöket találjanak föl neki, amiket értékesíthet a piacon. Elmó öccse kiszabadítására indul.

## Szereplők
| Szereplő                           | Eredeti hang         | Magyar hang                                                                     |
| ---------------------------------- | -------------------- | ------------------------------------------------------------------------------- |
| Üstökös Izmó / Scorch Supernova    | Brendan Fraser       | Stohl András                                                                    |
| Üstökös Elmó / Gary Supernova      | Rob Corddry          | Gyabronka József                                                                |
| Mr. James Bing                     | Ricky Gervais        | Bognár Tamás                                                                    |
| Kip Supernova                      | Morgan Heit          | Pál Dániel Máté                                                                 |
| Lena Thackleman                    | Jessica Alba         | Sipos Eszter Anna                                                               |
| Gabby Babblebrock                  | Sofía Vergara        | Pikali Gerda                                                                    |
| Barry                              | Jason Simpson        | Juhász Zoltán                                                                   |
| Kira Supernova                     | Sarah Jessica Parker | F. Nagy Erika                                                                   |
| Hazmatok                           | Doug Abrahams        | Papucsek Vilmos                                                                 |
| Hazmatok                           | Jason Benson         | Koncz István                                                                    |
| Hazmatok                           | Trevor Devall        | Stern Dániel                                                                    |
| Hazmatok                           | Brian Dobson         | Horváth-Töreki Gergely                                                          |
| Hazmatok                           | Brad Dryborough      | Albert Gábor                                                                    |
| Brutál tábornok / Shanker tábornok | William Shatner      | Szilágyi Tibor                                                                  |
| Grey                               | Jim Ward             | Joó Gábor                                                                       |
| Hawk                               | Steve Zahn           | Elek Ferenc                                                                     |
| Hammer                             | Chris Parnell        | Takátsy Péter                                                                   |
| Filmvetítés narrátora              | Daran Norris         | Galbenisz Tomasz                                                                |
| Thurman                            | George Lopez         | Kerekes József                                                                  |
| Doc                                | Craig Robinson       | Scherer Péter                                                                   |
| Io                                 | Jane Lynch           | Kiss Eszter                                                                     |
| Basa őr                            | Joe Sanfelipo        | Élő Balázs                                                                      |
| Shanker apja                       | Michael Dobson       | Harcsik Róbert                                                                  |
| Shanker fiatalon                   | Joshua Rush          | Zsemlye Balázs                                                                  |
| Ralph                              | Gregg Binkley        | Szűcs Péter Pál                                                                 |
| 3D-s filmet néző lány              | Kaitlin Olson        | Lamboni Anna                                                                    |
| 3D-s filmet néző fiú               | Bob Bergen           | Oroszi Tamás                                                                    |
| További szereplők                  | –                    | Honti Molnár Gábor Kiss Anikó Lázár Erika Mohácsi Nóra Nikas Dániel Szabó Andor |